# Liste der Monuments historiques in Milon-la-Chapelle
Die Liste der Monuments historiques in Milon-la-Chapelle führt die Monuments historiques in der französischen Gemeinde Milon-la-Chapelle auf.

## Liste der Bauwerke
| Bezeichnung    | Beschreibung                                         | Standort | Kennzeichnung | Schutzstatus | Datum | Bild           |
| -------------- | ---------------------------------------------------- | -------- | ------------- | ------------ | ----- | -------------- |
| Friedhofskreuz | Sockel aus dem 13. und Kreuz aus dem 14. Jahrhundert | (Lage)   | PA00087544    | Classé       | 1969  | weitere Bilder |

## Liste der Objekte
- Monuments historiques (Objekte) in Milon-la-Chapelle in der Base Palissy des französischen Kultusministeriums